# Thành Gifu

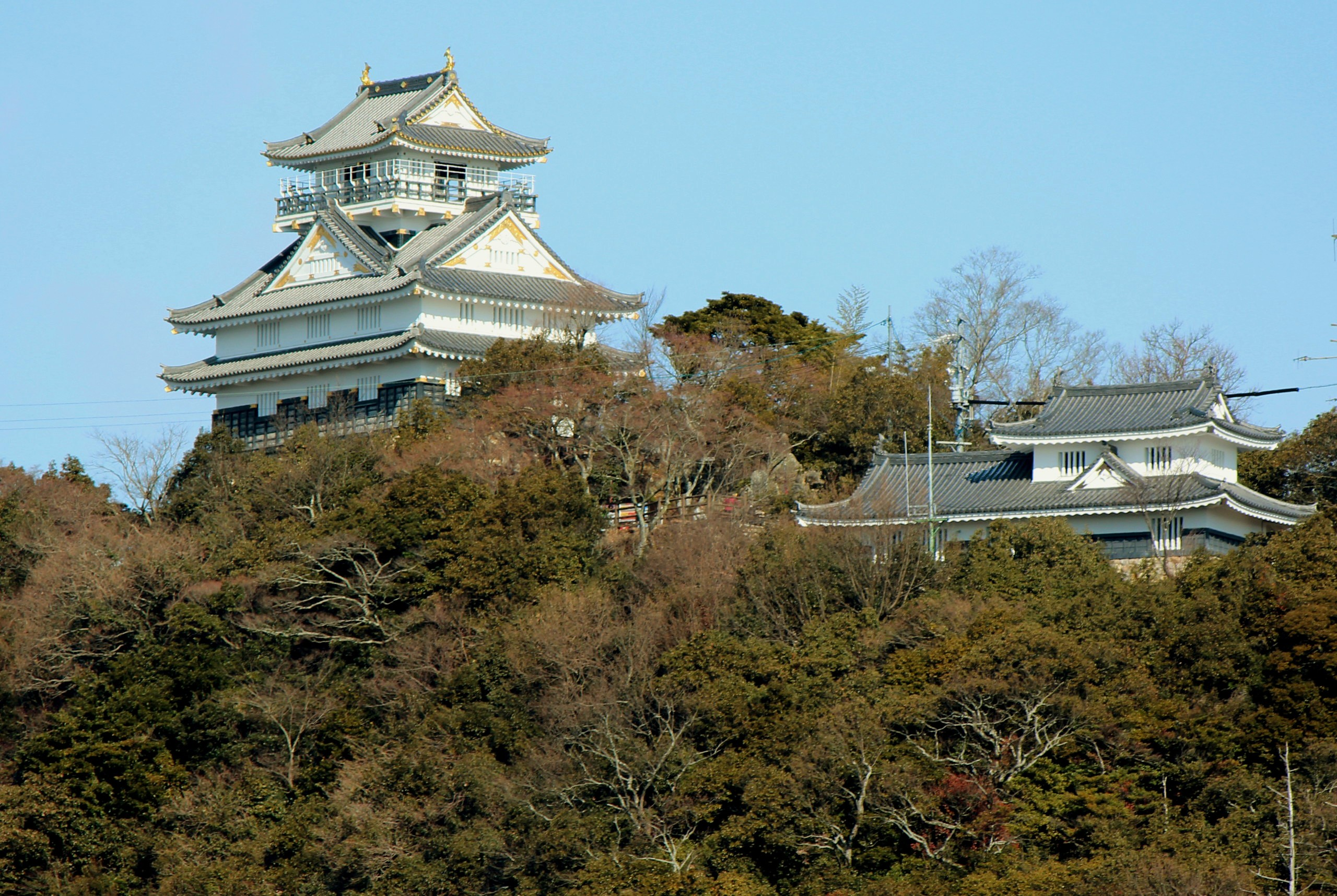
Lâu đài Gifu

Thành Gifu (tiếng Nhật: 岐阜城 Gifu-jō, Kỳ Phụ thành) là một ngôi thành theo kiến trúc Nhật Bản nằm ở thành phố Gifu, tỉnh Gifu, Nhật Bản. Cùng với núi Kinka và sông Nagara, nó biểu tượng chính của thành phố.

## Lịch sử
Thành Gifu do gia tộc Nikaidō xây dựng từ năm 1201 đến năm 1204 trong thời kỳ Kamakura.
Ban đầu nó được gọi là thành Inabayama (稻葉山城 Đạo Diệp Sơn thành). Thành Gifu đã trải qua rất nhiều đợt cải tạo. Mặc dù nổi tiếng vì khả năng phòng ngự, nó đã có lần bị chiếm bởi một lực lượng chỉ gồm 16 người.
Sử sách chép rằng một lần một người tên là Takenaka Hanbei đến lâu đài để thăm người anh bị ốm của mình, Saitō Tatsuoki. Thực tế, ông không đến để thăm anh trại mình, mà để giết ông ta. Khi Hanbei tấn công ông ta, Tatsuoki rất bối rối và tin rằng quân địch đang tấn công mình rồi tháo chạy. Sau đó, Hanbei giành được lâu đài Inabayama tương đối dễ.
Sau đó, Hanbei trả lâu đài lại cho anh mình, nhưng Tatsuoki đã mất phần lớn danh dự và uy tín vì hành động hèn nhát của mình. Khi Oda Nobunaga tấn công lâu đài Inubayama, rất nhiều lính của Tatsuoki nhớ lại sự kiện đó rồi đầu hàng Oda. Sau khi dễ dàng đánh bại Tatsuoki, Nobunaga chiếm được lâu đài và biến nó thành nới phác thảo các kế hoạch quan trọng của mình.
Nobunaga đổi tên pháo đài này thành "lâu đài Gifu", theo lệ của Trung Quốc cổ đại. Nobunaga sau đó tiến hành cải tạo lâu đài thành một công trình kiến trúc ấn tượng và hùng vĩ hơn hẳn so với ban đầu. Luis Frois, một người truyền đạo Thiên Chúa nổi tiếng từ Bồ Đào Nha, đã được Nobunaga mời đến thăm lâu đài. Sau khi ở lại Gifu trong một thời gian ngắn, Frois ca ngợi rằng lâu đài có một vẻ đẹp phi thường.

## Ngày nay

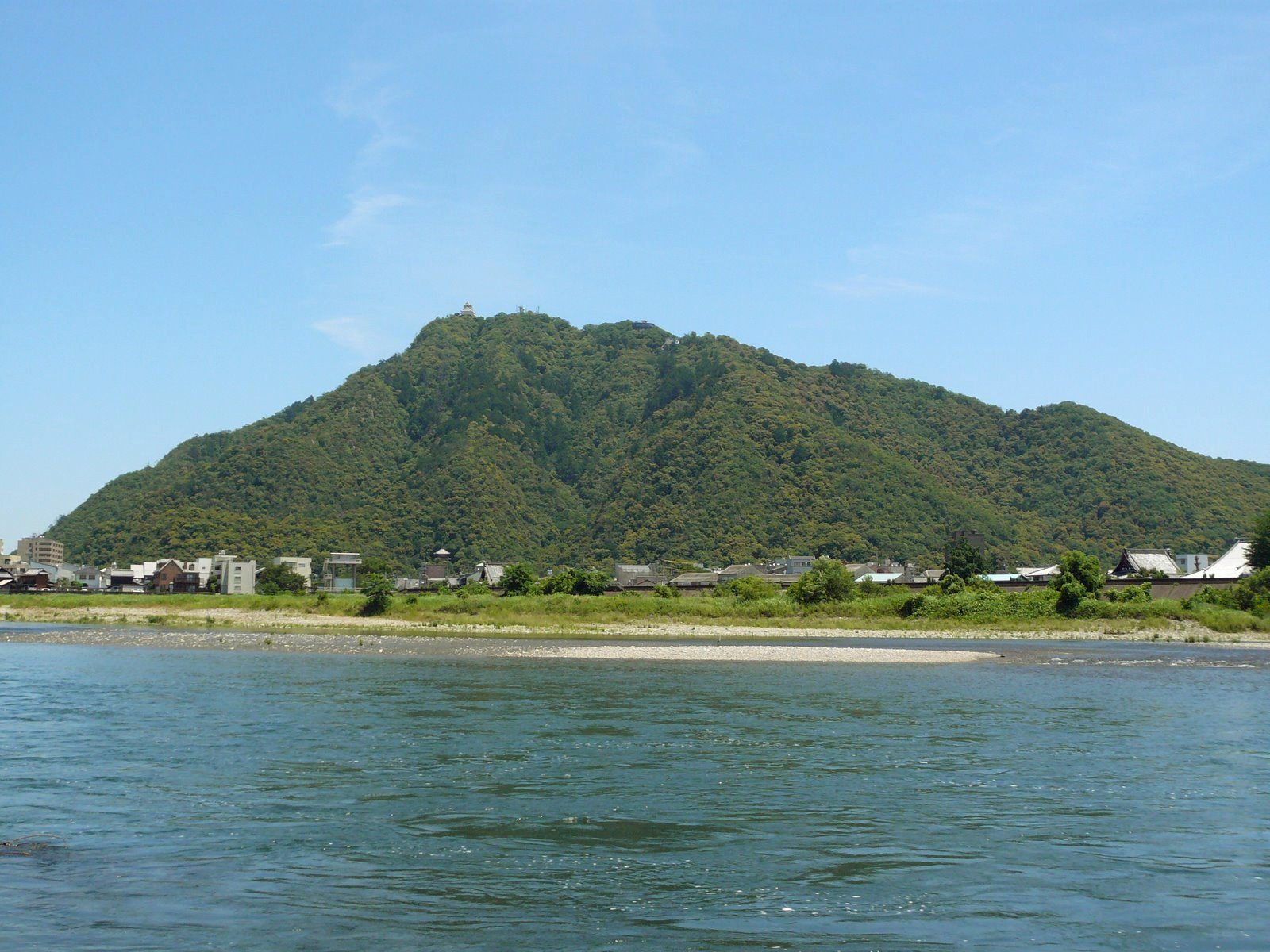
Núi Kinka

Hình ảnh hiện nay của lâu đài Gifu là công trình kiến trúc bằng xi măng được xây dựng trong những năm 1950, vì tòa lâu đài trước đó đã bị bom phá hủy năm 1945. Bên trong lâu đài, có ba tầng trưng bày quá khứ của tòa lâu đài. Với các bản đồ, vũ khí, tranh và các báu vật được trưng bày, khách tham quan có thể tái hiện câu chuyện của lâu đài Gifu. Trên tần thượng, có một sàn quan sát, khách tham quan có thể thưởng thức quang cảnh của toàn bộ vùng phụ cần, bao gồm sông Nagara và Nagoya. Vào nhiều thời điểm trong năm, lâu đài cũng được mở cửa vào buổi đêm, để du khách có thể chiêm ngưỡng cảnh đêm đầy cảm hứng của thành phố.
Đi bộ một quãng ngắn từ lâu đài là một bảo tàng nhỏ, gồm những báu vật của lâu đài Gifu. Bảo tàng này còn có tranh của rất nhiều các tòa lâu đài khác ở Nhật Bản. Vé vào cửa bảo tàng đã nằm trong giá vé tham quan lâu đài Gifu, khiến nó trở thành một điểm dừng chân đáng chú ý cho khách đến lâu đài Gifu. Ánh sáng, đường đi bộ, và biển chỉ dẫn được trang bị năm 2005 khiến cho việc tham quân lâu đài được thuận tiện và cung cấp được nhiều tin tức hơn.

## Bảo tàng lưu trữ lâu đài Gifu
Khi du khách trả phí tham quan lâu đài Gifu, họ cũng đã mua vé vào Bảo tàng lưu trữ Gifu, cách lối vào lâu đài Gifu khoảng 70m. Trong bảo tàng, du khách sẽ bắt gặp nhiều tài liệu lưu trữ liên quan đến Gifu và các dinh tự của nó trong quá khứ. Tầng hai tập trung vào các nhạc cụ của Nhật Bản trong quá khứ và hiện tại. Thêm nữa là ảnh các lâu đài trên toàn nước Nhật trang trí trên tường của bảo tàng.

## Giờ mở cửa lâu đài
Giờ bình thường

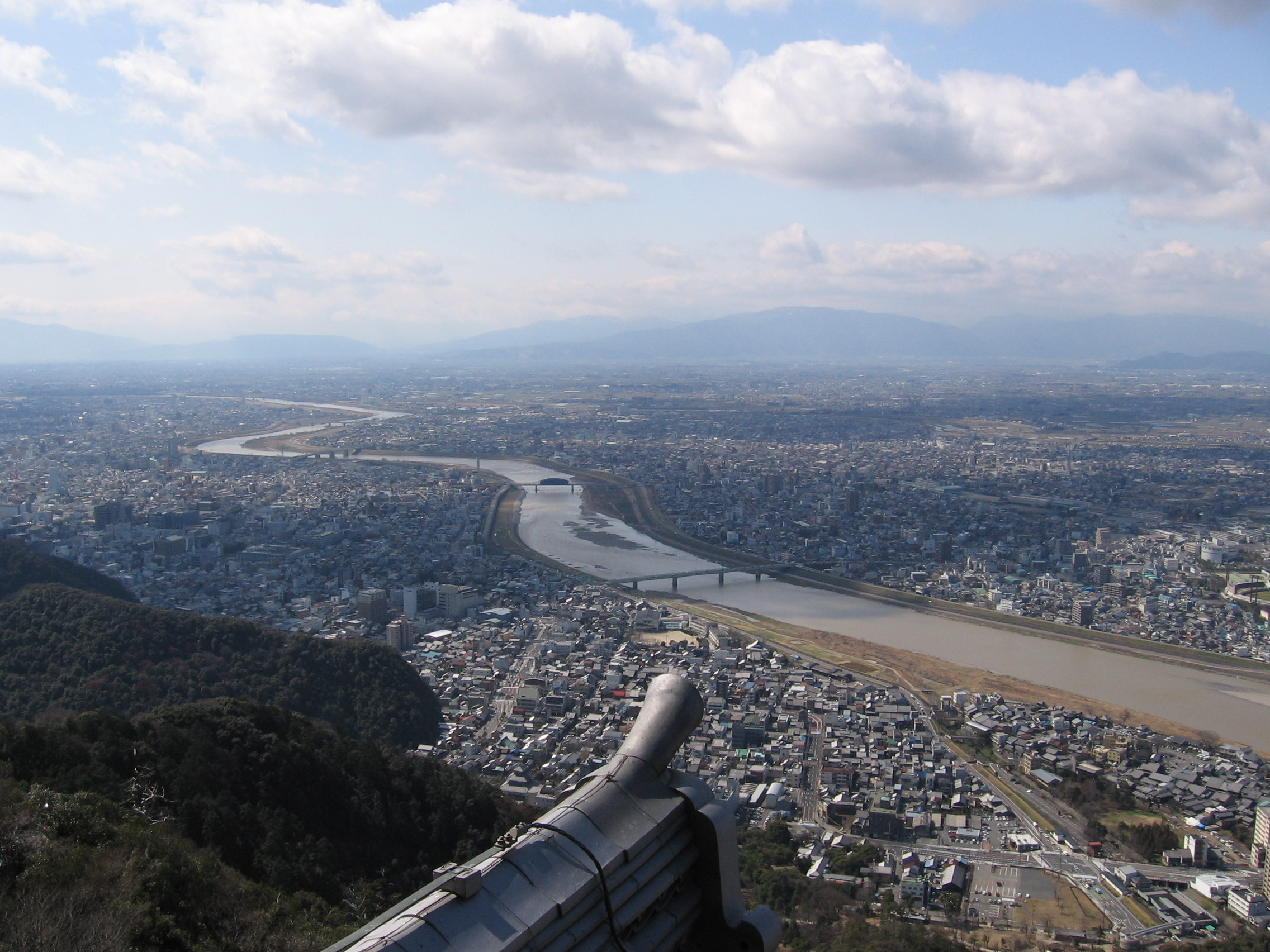
Nhìn từ trên đỉnh lâu đài Gifu

- 16 tháng 3 - 11 tháng 5: 9:30am – 5:30pm
- 12 tháng 5 - 16 tháng 10: 8:30am – 5:30pm
- 17 tháng 10 - 15 tháng 3: 9:30am – 4:30pm

Ngắm cảnh đêm
- 28 tháng 4 - 6 tháng 5: đến 9:30pm
- 14 tháng 7 - 31 tháng 8: đến 10:00pm
- 1 tháng 9 - 14 tháng 10: đến 9:30pm (chỉ tại cuối tuần và các ngày lễ)
- 15 tháng 10 - 30 tháng 11: đến 6:30pm

## Đường đi
Từ tàu trên núi Kinka khá là khó khăn để đến lâu đài Gifu và mất độ một giờ đồng hồ. Du khách có thể đi bằng đường cáp núi Kinka bắt đầu từ công viên Gifu đến đỉnh núi, từ đó chỉ cần đi bộ một chút là đến được lâu đài Gifu.
Đẻ đến công viên Gifu, bạn có thể bắt xe buýt ở ga Gifu (xe buýt số 11) hay Meitetsu ga Gifu (xe buýt số 4). Xe buýt mất chừng 15 phút để đến điểm dừng ở công viên Gifu và Bảo tàng Lịch sử (Gifu Koen, Rekishi Hakubutsukan-mae).